# Idionyx minima
Idionyx minima är en trollsländeart som beskrevs av Fraser 1931. Idionyx minima ingår i släktet Idionyx och familjen skimmertrollsländor. IUCN kategoriserar arten globalt som otillräckligt studerad. Inga underarter finns listade i Catalogue of Life.